# Fritz (ajedrez)
Fritz es un programa de ajedrez escrito por los programadores alemanes Franz Morsch y Mathias Feist.

## Historia
A principio de los 80´s, Morsch y su amigo juntos editaron un programa de ajedrez llamado Knightstalker, dicho programa atrajo la atención de la compañía Chessbase, y a principios de 1990 empezaron en el proyecto Fritz. En 1994 Fritz se convirtió en el primer programa en obtener un título de Maestro Internacional según los parámetros de la FIDE. 
En 1995 en Hong Kong se realiza el octavo Campeonato Mundial de Ajedrez de Computadoras, las máquinas que concursaban en dicho evento eran computadoras especializadas, con un hardware del tamaño de un frigorífico. Fritz hizo el papel de cenicienta, ya que con un ordenador estándar en aquellos tiempos, se corona campeón, venciendo a las supercomputadoras como los prototipos de Deep Blue o las supercomputadoras con 40 procesadores como King y Sócrates. 
En este 8º campeonato del mundo, disputado en Shatin, en la Universidad China de Hong Kong, participó por primera vez un programa español de ajedrez  a nivel internacional. El programa llamado Zeus, que usaba, al igual que Fritz, el ganador del torneo, un hardware convencional, fue invitado a participar en el torneo tras haber ganado en 1994, el 2º Campeonato de España de programas de ajedrez, disputado en Valencia. 
El lenguaje de programación de Fritz acaparó la atención, y se convirtió en la franquicia más rentable de Chessbase, cuya tendencia se mantiene aún hoy en día.
En 1998, Fritz 5.0 se le reconoce como el programa más fuerte con un ELO de 2460, según la SSDF . Cabe mencionar que este año Fritz es considerado como campeón mundial, ante la carencia del torneo mundial de ajedrez que no se celebró este año. Este mismo incidente se repitió en el 2000 con Fritz 6.0 con un ELO de 2607, siendo el primer programa en romper los 2600..

## Fritz en elSigloXXI
Fritz sufre ciertas mejoras es sus versiones "Deep" donde la única diferencia es la capacidad de aprovechar los procesadores de varios núcleos, recientemente lanzados al mercado.
En el año 2002 Fritz se enfrentó al entonces campeón mundial "clásico": Vladímir Krámnik vs Deep Fritz. El encuentro se jugó entre el 2 y el 21 de octubre de 2002, y finalizó con un empate: dos victoria para cada competidor y un resultado final de 4-4. Tras las victorias de Kramnik en la segunda y tercera partida, Fritz se recuperó y venció en la quinta y sexta.
Este mismo año (2002) Fritz aparece encabezando la lista del índice de audiencia de la SSDF (Swedish Chess Computer Association ) con su versión Deep Fritz 7 en una computadora 256MB Athlon 1200 MHz (2759).

## Fritz y sus Duelos
La estrategia de Chessbase a principios del siglo XXI sobre su programa insignia, se orientó en derrotar a los jugadores de élite, y en la medida de lo posible, a los campeones mundiales de su momento, procurando tener la mejor cobertura de los eventos.
En noviembre del 2003 se inicia un encuentro entre el jugador en el top del Índice de audiencia ELO Garry Kasparov, contra una versión especial, el X3D Fritz. Era el programa normal del mercado, con la diferencia que el ambiente del juego se realizaba en un escenario virtual en 3D. Garry tenía unos visores y guantes especiales y todos los movimientos se recreaban en un escenario virtual. Dicho encuentro terminó en empate de 2-2: Garry ganó la tercera partida y la computadora la segunda. Las fechas de dicho evento fueron el 11, 13, 16 y 18 de noviembre del 2003.
En diciembre de 2006, la versión Deep Fritz, venció al campeón del mundo Vladímir Krámnik por 4 a 2, con 2 victorias de la máquina y 4 tablas. El campeón mundial no pudo obtener ninguna victoria contra el programa, aunque en una partida que estaba igualada y en vías de tablas, cometió un garrafal y muy mediático error: se dejó un mate en una jugada. No sufría de ninguna presión posicional y disponía de suficiente tiempo para jugar, por lo que no había ningún motivo aparente para dicho despiste, considerado como "el error del siglo".
Esta victoria contra el campeón indiscutible era lo último que necesitaban los distribuidores de Fritz para asegurar que su motor de ajedrez tenía nivel suficiente para derrotar a cualquier jugador de talla mundial.
En el 2007, las dos franquicias favoritas de Chessbase se enfrentaron en un encuentro, Deep Fritz y Deep Junior, en el que Deep Junior ganó quedando invicto con un resultado final de 4-2.

## Fritz en la actualidad
Actualmente Fritz se ha retirado del circuito del campeonato mundial, posiblemente por la aparición del imbatible Rybka y el posterior líder Houdini, que encabezaban todas las listas de índice de audiencia de computadoras hasta ser expulsados por ser copias mejoradas de Fruit y Crafty. Fritz participa en reducidas ocasiones para aparecer en las lista de índice de audiencia entre los motores de ajedrez más prestigiosas, como la SSDF, CCRL, WBEC y CEGT.
Sigue siendo unos de los programas más vendidos en la actualidad, y desde que no puede competir en nivel ajedrecístico con Rybka, sus programadores han orientado los esfuerzos en darle al programa una mejor interfaz para la enseñanza del juego-ciencia, incluyéndole ciertas funciones adiciones para la pedagogía del ajedrez.
Aparición de Fritz 11, en la lista de índice de audiencia Chess Engine:
- Aparece quinto con 3071 en la lista SSDF[6] publicada el 10 de abril de 2009.
- Aparece cuarto con 3025 en la lista CEGT (la lista con ritmo de 40'+20")  publicada el 31 de mayo de 2009.
- Aparece tercero con 3096 en la lista CCRL,  publicada el 1 de mayo del 2009.